# Erhard Ludewig Winterstein
Erhard Ludewig Winterstein (* 18. Mai 1841 in Radeberg; † 18. September 1919 in Leipzig) war ein deutscher Maler, der insbesondere durch seine Altar- und Kanzelbilder Bekanntheit erlangte. Von 1888 bis 1919 lehrte er an der Königlichen Kunstakademie und Kunstgewerbeschule in Leipzig. Verschiedentlich wird auch die Schreibweise Erhard Ludwig Winterstein verwandt.

## Leben
Als siebentes von acht Kindern eines aus der Nähe von Bayreuth stammenden Radeberger Schneidermeisters wuchs Winterstein im Sächsischen Radeberg auf. Dort stand auch das Elternhaus seiner Mutter, deren Vater Leineweber war. Auf Vermittlung des Radeberger Superintendenten Martini, der hierzu mehrfach Johann Gottlob von Quandt anschrieb, wurde Winterstein kaum 14-jährig am 1. Mai 1855 in die Dresdener Kunstakademie aufgenommen, wo ihn Friedrich Gonne besonders förderte. Im Jahr 1860 trat er zunächst in das Atelier von Julius Hübner ein, machte sich dann aber früh selbständig und sicherte seinen Lebensunterhalt mit der Anfertigung von Porträts und Kopien. 1869 erhielt Winterstein eine Anstellung als Zeichenlehrer an der „Böhmischen Schule“ in Dresden. Während seiner dortigen Tätigkeit trug er 1875 den Sieg im Wettbewerb um das Altarbild des „Auferstandenen Jesus“ für die Sankt-Urban-Kirche in Wantewitz davon, das er ab 1880 schuf. Zugleich übernahm er zahlreiche Aufträge für Porträts sächsischer Adeliger, darunter von Leonhardi, von Münchhausen, von der Gabelentz, von Schulenburg, von Carlowitz oder auch des Geistlichen Hugo Woldemar Hickmann, Pfarrer von Cölln. Im Jahr 1883 eine Studienreise nach Paris unternehmend, wurde Winterstein am Michaelistag (29. September) 1888 an die Königliche Kunstakademie und Kunstgewerbeschule in Leipzig berufen. 1893 folgte seine Ernennung zum Professor. Bis in den Sommer 1919 erteilte er dort Unterricht im Aktzeichnen und Skizzieren.

## Werke

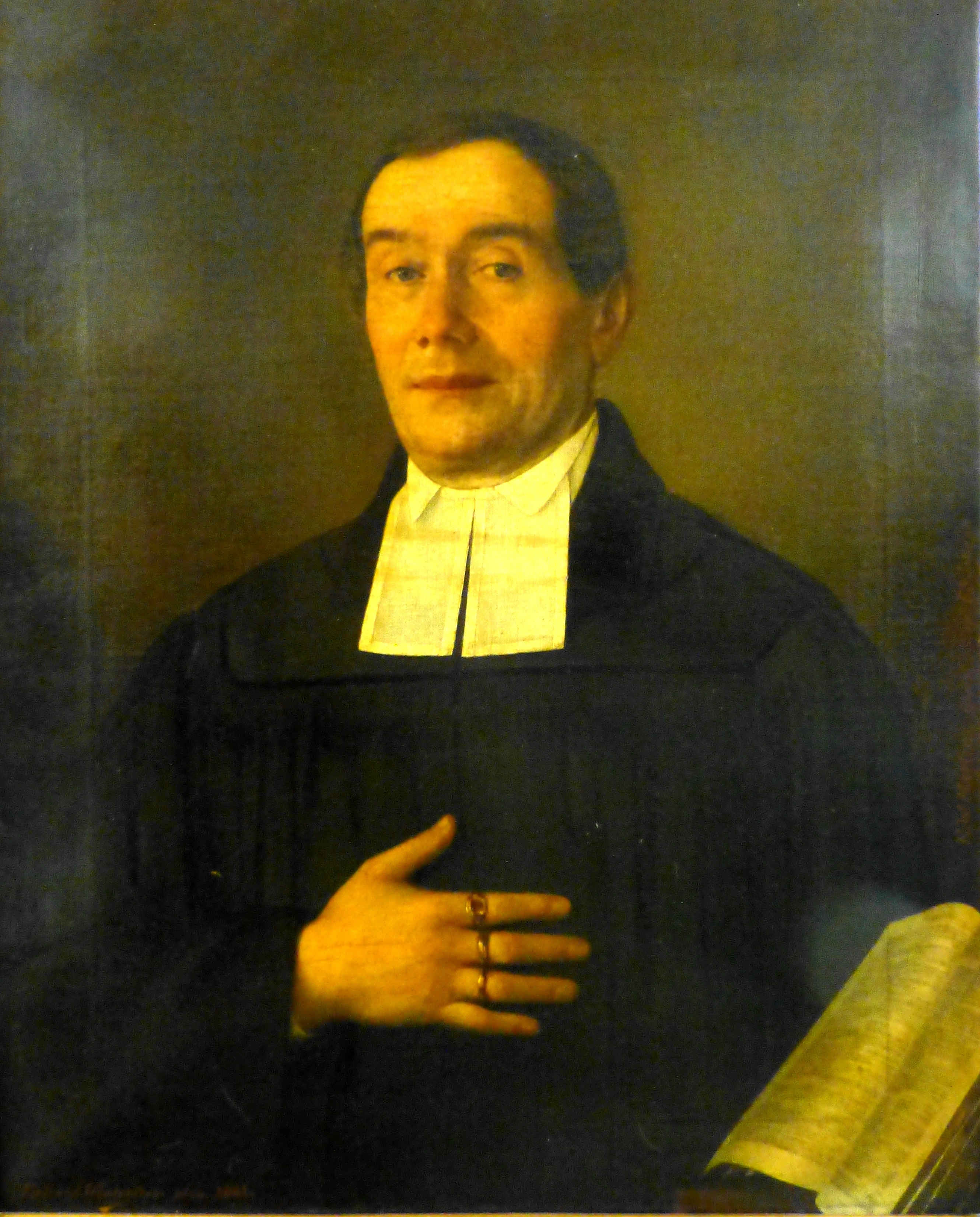
Erhard Ludewig Winterstein: Porträt des Radeberger Superintendenten Ernst Wilhelm Martini (1798–1870), 1861

Altarbilder für Kirchen (Auferstandene, Segnender Christus, Kreuzigung, Emmaus, Himmelfahrt); Fensterbilder u. ä. in:
- ca. 1866: Oberwiesenthal, Entwürfe für Kirchenfenster
- 1876 ff:–9 Wantewitz
- 1880:–99 Auerswalde
- 1880:–99 Radeberg (Stadtkirche: Gemälde Martin Luther)
- 1884:–99 Dresden-Friedrichstadt, Matthäuskirche: Entwürfe für 8 m2 Fenster über dem Hauptportal[4]
- 1885:–99 Radeberg (Altarbild „Ostersonntag“), Eichigt und Altendorf
- 1886:–99 Eschdorf (Skizzenvorlage: Schönherr), Reutla und Rodewisch
- 1887:–99 Wehlen
- 1888:–99 Bischofswerda (Skizzenvorlage: Karl Gottlob Schönherr)
- 1891:–99 Anger-Crottendorf
- 1892:–99 Cunewalde (Jordantaufe)
- 1894:–99 Leipzig-Volkmarsdorf (Portalbilder)
- 1896:–99 Cölln, Johanneskirche (Fliesenbilder über dem Haupteingang und am Altar, 1898)
- 1897:–99 Schirgiswalde
- 1901:–99 Sommerfeld
- 1902:–99 Glasten und Wilthen
- 1904:–99 Großbothen
- 1904:–99 Diakonissenhaus in Lindenau (Folgeauftrag 1908)
- 1904:–99 Kirche Schwepnitz, Entwurf für drei Glasfenster, gestiftet durch Glashüttenbesitzer und Kunstmaler Eduard Leonhardi (Anfertigung Fa. Urban & Goller Dresden)[2]
- 1905:–99 Wachau, Großflächige Wandmalerei: zwei Erzengel mit Gesetzestafeln und Abendmahlskelch (Folgeauftrag 1908)
- 1906:–99 Thonberg
- 1906:–99 Chodau bei Aussig
- 1911:–99 Magdebona

Ferner in der Zeit von 1880 bis 1907 Kanzelbilder und ähnliche Kircheninnenmalereien (Luther, Evangelisten und Apostel) in Radeberg,  Lengefeld, Rodewisch, Pfaffroda, Chemnitz, Falkenstein, Schirgiswalde, Roßwein, Ottendorf-Okrilla, Glasten, Schönbrunn-Reuß, Niederwürschnitz und Leipzig-Thonberg.
Mehrfach wirkte Erhard Ludewig Winterstein bei Kirchenausgestaltungen zu Neu- und Umbauten von Gotteshäusern mit, denen Entwürfe von Christian Friedrich Arnold (1823–1890) zu Grunde lagen. Hierunter zählen seine Auftragsarbeiten in Altendorf, Cunewalde, Eschdorf, Falkenstein, Pfaffroda und Wehlen, sowie als älterer Arnold’scher Bau Wantewitz. Als Vertreter der Neugotik lehrte Arnold seit den frühen 1850er Jahren bis 1885 an der Dresdener Akademie.